# Anapoma pallidior
Anapoma pallidior là một loài bướm đêm trong họ Noctuidae.